# Puntius tetrazona
Puntigrus tetrazona és una espècie de peix cipriniforme de la família dels ciprínids
que es troba a Sumatra i Borneo.
Els mascles poden assolir els 7 cm de longitud total.